# Pseudozonaria
Genre
Pseudozonaria est un genre de mollusques gastéropodes de la famille des Cypraeidae (les « porcelaines »). L'espèce-type est Pseudozonaria arabicula.

## Liste d'espèces
Selon World Register of Marine Species (29 septembre 2017) :
- Pseudozonaria annettae (Dall, 1909)
- Pseudozonaria arabicula (Lamarck, 1810)
- Pseudozonaria nigropunctata (Gray, 1828)
- Pseudozonaria robertsi (Hidalgo, 1906)